# Kovrage
Kovragë en albanais et Kovrage en serbe latin (en serbe cyrillique : Ковраге) est une localité du Kosovo située dans la commune/municipalité d'Istog/Istok et dans le district de Pejë/Peć. Selon le recensement kosovar de 2011, elle compte 731 habitants.

## Démographie

### Évolution historique de la population dans la localité
| 1948 | 1953 | 1961 | 1971 | 1981  | 1991  | 2011 |
| ---- | ---- | ---- | ---- | ----- | ----- | ---- |
| 513  | 548  | 658  | 846  | 1 088 | 1 264 | 731  |

|  |

### Répartition de la population par nationalités (2011)
En 2011, les Albanais représentaient 89,88 % de la population et les Égyptiens 5,33 %.